# Móna István
Móna István (Nyíregyháza, 1940. szeptember 17. – Budapest, 2010. július 28.) olimpiai bajnok öttusázó, vívó, edző, sportvezető.

## Sportpályafutása
1955-től 1970-ig a Budapesti Honvéd sportolójaként öttusázásban és párbajtőrvívásban versenyzett. 1962-től 1970-ig mindkét sportágban magyar válogatott volt. A hatvanas években kiemelkedően eredményes, Balczó András–Móna István–Török Ferenc összeállítású öttusacsapat tagjaként négy világbajnoki, majd az 1968. évi nyári játékokon olimpiai bajnoki címet nyert. Legjobb egyéni eredménye az 1966. évi melbourne-i világbajnokságon elért negyedik helyezés. Az aktív sportolástól 1970-ben vonult vissza.

### Sporteredményei
- öttusában:
  - olimpiai bajnok (csapat: 1968)
  - négyszeres világbajnok (csapat: 1963, 1965, 1966, 1967)
  - világbajnoki 4. helyezett (egyéni: 1966)
  - kétszeres világbajnoki 5. helyezett (egyéni: 1963, 1965)
  - négyszeres magyar bajnok (1962, 1963, 1965, 1966)
- párbajtőrvívásban:
  - magyar bajnok (csapat: 1970)

## Edzői és sportvezetői pályafutása
1968-ban az Eötvös Loránd Tudományegyetemen állam- és jogtudományi oklevelet, 1972-ben a Testnevelési Főiskolán öttusa és vívó szakedzői oklevelet szerzett. Visszavonulása után ügyvédként tevékenykedett, egyúttal a Budapesti Honvéd öttusa és vívószakosztályának edzője, majd a vívószakosztály elnöke lett. 1989-ben majd 1992-ben megválasztották a Vívó Szövetség elnökségi tagjának. 1991-ben Török Ferenc szövetségi kapitány felkérte a válogatott lovagló és vívó edzéseinek felügyeletére. 2001-től a magyar vívóválogatott párbajtőr fegyvernemi menedzsere. 1992-től a Magyar Olimpiai Bizottság tagja. 1993-tól a Magyar Olimpiai Bajnokok Klubjának titkára, 1997-től 2004-ig alelnöke volt.
Tanítványai közül Nagy Tímea olimpiai bajnok, nevelt fia, Kulcsár Krisztián olimpiai ezüstérmes és világbajnok volt.

## Díjai, elismerései
- A Magyar Köztársasági Érdemrend középkeresztje (2005)

## Önéletírása
- Élettusa három tételben; Duna International, Bp., 2009

## Emlékezete

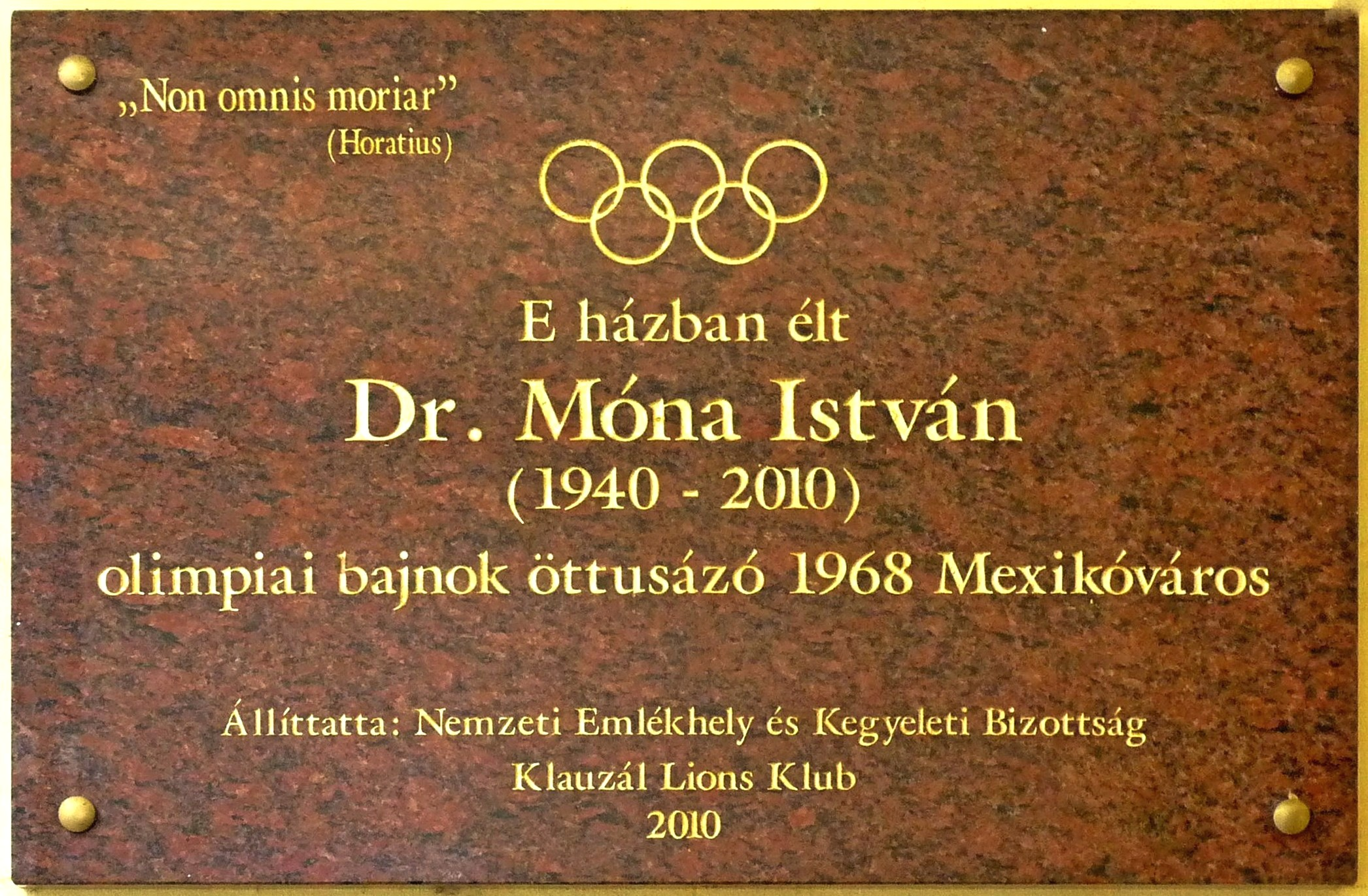
Emléktáblája egykori lakhelyén

- Emléktáblája a Pannónia utca 13. alatt (2010)

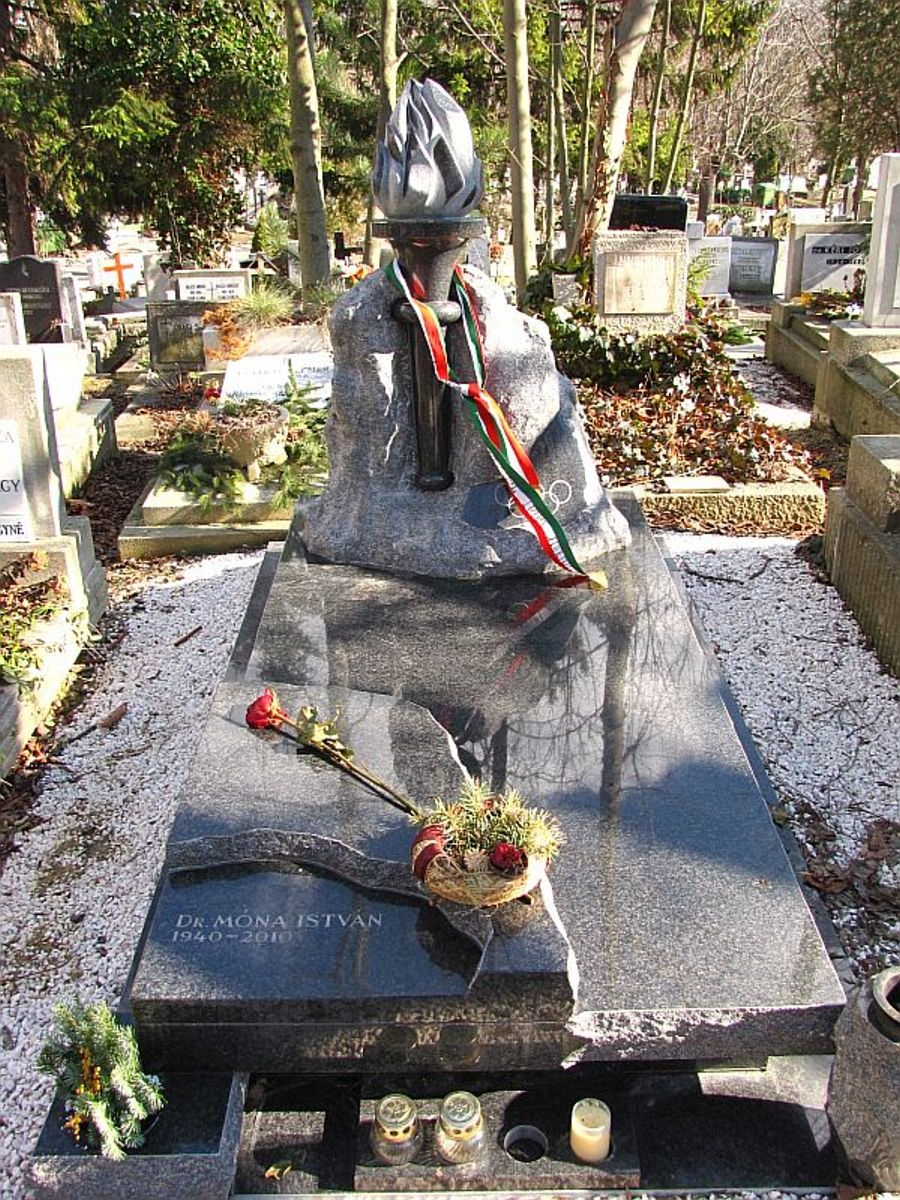
Sírja a Farkasréti temetőben (22-1-125). Alkotó: Kiss György, 2011